# Высокая Гора (посёлок железнодорожной станции, Татарстан)
Высокая Гора (тат. Biektaw, Биекта́у) — посёлок железнодорожной станции в Татарстане. Административный центр Высокогорского района и Красносельского сельского поселения.

## География
Расположен при ж.-д. станции Высокая Гора непосредственно к северу от села Высокая Гора, в 20 км к северо-востоку от центра Казани и в 7 км от Казанской объездной дороги (М7). Окружён лесом.

## История
Посёлок возник при одноимённой ж.-д. станции, которая открыта в 1919 году.
Являлся районным центром с 10 февраля 1935 и до упразднения Высокогорского района в 1963 году. Вновь районный центр с 12 января 1965 года (дата восстановления Высокогорского района).

## Население
| 1959 | 1970  | 1979  | 1989  | 2002  | 2010  | 2021  |
| ---- | ----- | ----- | ----- | ----- | ----- | ----- |
| 2248 | ↗2890 | ↗3214 | ↘2759 | ↗2936 | ↗2968 | ↗4167 |

## Транспорт
Через посёлок проходит ж.-д. магистраль Москва — Екатеринбург. Вблизи посёлка, в селе Высокая Гора, проходит автодорога Казань — Арск — Малмыж. Имеется подъездная дорога от села к посёлку, а также местная автодорога вдоль ж.-д. линии: от М7 (через Киндери) до станции Каменка (к автодороге с. Высокая Гора — Дубъязы).